# Bistum Goré
Das Bistum Goré (lat.: Dioecesis Gorensis) ist eine im Tschad gelegene römisch-katholische Diözese mit Sitz in Goré.

## Geschichte
Das Bistum Goré wurde am 28. November 1998 durch Papst Johannes Paul II. mit der Apostolischen Konstitution Diligentem sane curam aus Gebietsabtretungen der Bistümer Doba und Moundou errichtet und dem Erzbistum N’Djaména als Suffraganbistum unterstellt.

## Bischöfe
1. Rosario Pio Ramolo (OFMCap), seit 28. November 1998